# Marc Alexandre
Marc Alexandre (Parigi, 30 ottobre 1959) è un ex judoka francese.

## Palmarès
- Giochi olimpici

Los Angeles 1984: bronzo nei 65 kg.
Seul 1988: oro nei 71 kg.
- Mondiali

Essen 1987: argento nei 71 kg.